# اسپانیایی شیلی

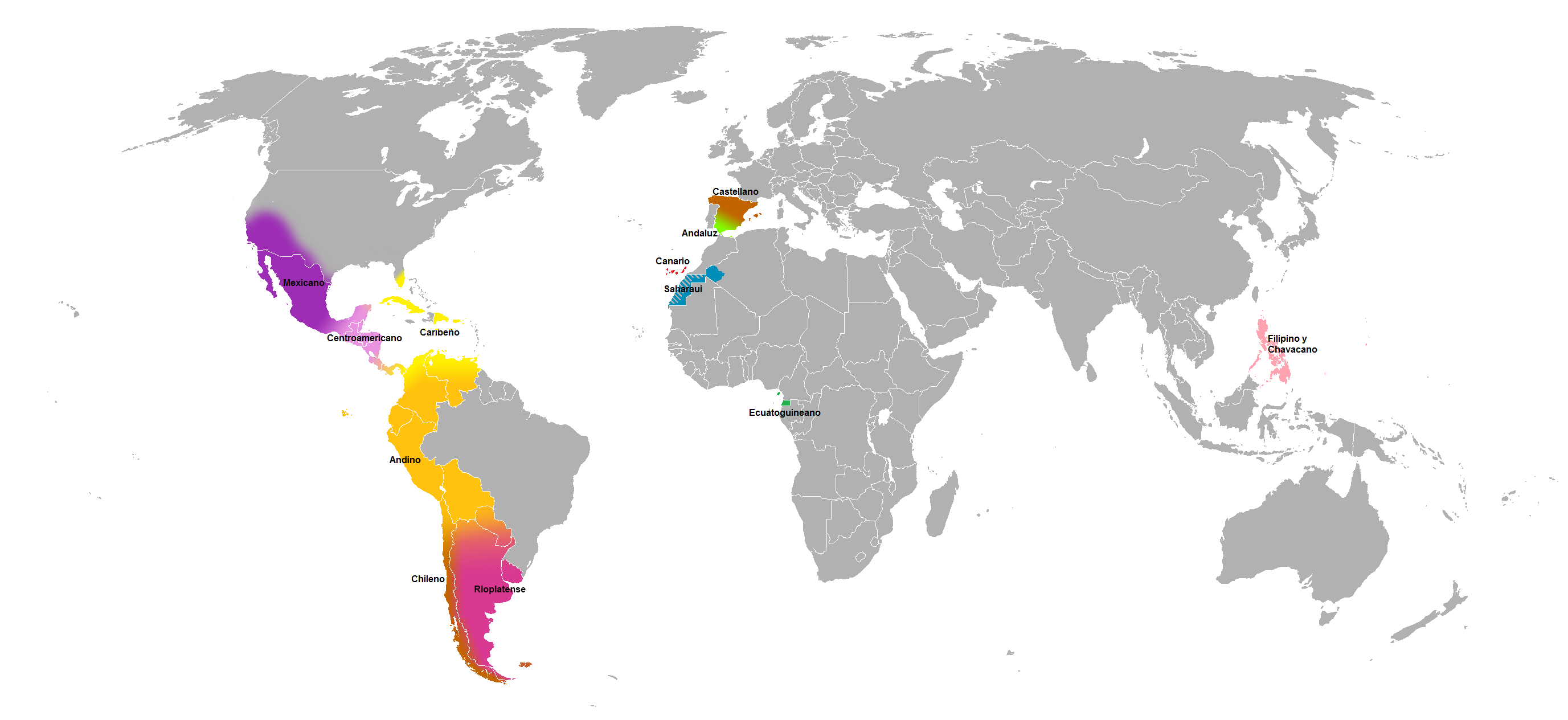
گویش‌های اولیه زبان اسپانیایی

اسپانیایی شیلی (به اسپانیایی: español chileno, español de Chile or castellano de Chile) گویشی از زبان اسپانیایی است که در شیلی به کار می‌رود. اگرچه همچنان از استانداردهای زبان اسپانیایی برخوردار است، اما تمایزاتی در تلفظ، دستور زبان، واژگان و زبان عامیانه آن با زبان اسپانیایی وجود دارد.
در شیلی تفاوت زیادی در لهجه یا گویش زبان اسپانیایی رایج در شمال، مرکز و جنوب این کشور وجود ندارد، اگرچه تفاوت قابل توجهی در برخی مناطق چون آیسن، ماگالانس، چیلوئه و آریکا وجود دارد. علاوه بر این تفاوتی نیز در صحبت کردن طبقات مختلف جامعه به چشم می‌خورد.